# Sankhptah
Sankhptah (fl. XVII secolo a.C.) è stato un sovrano egizio inserito nella XIII dinastia.
La conoscenza di questo sovrano, il cui nome non compare in alcuna delle liste reali, deriva dal ritrovamento di una stele, datata al primo anno di regno, tra le rovine del tempio funerario di Montuhotep II a Deir el-Bahari.
| N5 | s | S38 | Y1 · n |

| N5 | s | S38 | Y1 · n |

| N5 | s | S38 | Y1 · n |

| N5 | s | S38 | Y1 · n |

s ḥḳ3 n rˁ – Sehekaenra

| C20 | s | S34 | S38 | Y1 · n |

| C20 | s | S34 | S38 | Y1 · n |

| C20 | s | S34 | S38 | Y1 · n |

| C20 | s | S34 | S38 | Y1 · n |

s3 ˁnḫ ptḥ – Sankhptah
Il nome di questo sovrano potrebbe trovarsi nelle righe perse, a causa del frammentarietà del documento (colonne 6 e 7), del Canone Reale.

## Cronologia
| Periodo                    | Dinastia      | periodo di regno                             |
| Secondo periodo intermedio | XIII dinastia | tra il 1660 a.C. ed il 1630 a.C. (± 50 anni) |

| Dinastie contemporanee | Capitale |
| XIV                    | varie    |
| XV                     | Avaris   |
| XVI                    | varie    |